# Юстар
Юстар (USTAR) — системный интегратор на Украине, поставщик решений в сфере высокопроизводительных вычислений, хранения и обработки данных, инфраструктуры для центров обработки данных и серверных комнат.
В 2002 году компания «Юстар» совместно с Институтом кибернетики имени В. М. Глушкова НАН Украины разработала проект первого на независимой Украине суперкомпьютера СКИТ, две первые кластерные системы которого были введены в эксплуатацию в 2004 году.
С 2005 года «Юстар» принимает активное участие в развитии украинской грид-сети. Компания проектировала и внедряла вычислительные кластеры для Института кибернетики имени В. М. Глушкова НАН Украины, Национального технического университета Украины «Киевский политехнический институт», Института теоретической физики имени М. М. Боголюбова НАН Украины, Института физики конденсированных систем НАН Украины и многих других украинских научно-исследовательских институтов, государственных учреждений и промышленных предприятий.

## Упоминания в СМИ
- В Институте кибернетики открыт сверхмощный вычислительный центр // 07 апреля 2005
- В Институте кибернетики НАНУ заработал самый мощный компьютер на Украине (недоступная ссылка)
- «Юстар» запускает линейку ПК для экстремального гейминга
- HPC Day 2009 — акцент на науке и образовании // 29 октября 2009 «Компьютерное Обозрение»
- О построении ЦОД и особенностях летних ИТ-семинаров // 16 июля 2008 «Компьютерное Обозрение»